# Klára Doležalová
Klára Doležalová Maksimović (* 24. září 1973 Praha) je česká profesionální moderátorka a herečka.

## Život a činnost
Pochází z umělecké rodiny, její otec, tenorista Vladimír Doležal (* 1951), je sólistou opery Národního divadla, její matka působila jako houslistka. Po absolvování Vyšší odborné školy herecké hrála ve Středočeském divadle Kladno, pražských divadlech U Hasičů, Bez zábradlí a divadle Skelet Pavla Trávníčka. Nyní už se věnuje výhradně moderování.
S moderováním začínala v České televizi v pořadu O poklad Anežky České, kde v letech 1994–2003 spolupracovala s moderátorem Markem Ebenem. V ČT pracovala také 7 let jako programová hlasatelka a krátce i jako moderátorka pořadu Sama doma.
Po kratším působení v TV Nova v pořadu Snídaně s Novou a Rady ptáka Loskutáka moderuje od května 2013 spolu s Karlem Voříškem Hlavní zprávy televize Prima. Moderuje i různé společenské akce.
Natočila dvě CD pro děti a věnuje se i charitativním projektům, například je patronkou programu Pět P pod organizací HESTIA - Centrum pro dobrovolnictví, z.ú..

### Soukromý život
Je vdaná za srbského podnikatele Miodraga Maksimoviće (* 1958), s nímž má dvě dcery Natalii (2002) a Miu (2009).

## Filmografie
- 1996 Předehra
- 1999 Pravdivý příběh Antonie Pařízkové, lehké holky s dobrým srdcem
- 2002 Škola kouzel 2